# Leptomantella parva
Leptomantella parva är en bönsyrseart som beskrevs av Boris Petrovich Uvarov 1933. Leptomantella parva ingår i släktet Leptomantella och familjen Tarachodidae. Inga underarter finns listade i Catalogue of Life.